# Helene Thurner
Helene "Leni" Thurner, född 12 augusti 1938 i Zams, är en inte längre aktiv rodelåkare från Österrike.
Thurners största framgång var vinsten av bronsmedaljen vid de olympiska vinterspelen 1964. Hon vann dessutom en silvermedalj vid världsmästerskapen 1963 samt bronsmedaljer vid världsmästerskapen 1961 respektive 1967. Till Thurners meriter räknas dessutom en silvermedalj vid Europamästerskapen 1962. Hon var sju gånger österrikisk mästare i rodel.
Efter idrottskarriären var hon mellan 1992 och 2004 andra kommunalrådet i kommunen Mils bei Imst. Året 1996 hedrades Thurner med Österrikes Förtjänstdekoration i guld.